# Бекетовская улица (Санкт-Петербург)
Беке́товская улица — проезд в Василеостровском районе Санкт-Петербурга, муниципальный округ Васильевский. Проходит от улицы Беринга вдоль северной границы Смоленского православного кладбища до реки Смоленки.

## История
Улица возникла 2 мая 2017 года, когда безымянный тупик, «переулок без названия» между корпусами домов по улице Беринга и кладбищем, постановлением Правительства Санкт-Петербурга, подписанным губернатором Санкт-Петербурга Г. С. Полтавченко, назвали в честь русских учёных, братьев Беке́товых, ботаника Андрея Николаевича и физико-химика Николая Николаевича, похороненных на Смоленском православном кладбище, хотя позже останки Андрея Николаевича и его жены и были перезахоронены на Литераторских мостках.
Тротуар одной из сторон улицы проходит вдоль Смоленского православного кладбища, но в первой трети XIX века данный участок ещё не входил в его состав, а был выделен в 1831 году под захоронения людей, умерших от холеры; в атласе Н. И. Зуева он обозначен как «Холерное кладбище».
Адресов по Бекетовской улице пока нет, сторона напротив кладбища застроена домами, имеющими адреса по улице Беринга:
- паркинг, д. 23, корп. 1,
- жилой дом, д. 23, корп. 2,
- центр «Дагестан», д. 23, корп. 3,
- газораспределительная станция, д. 27, корп. 3.

За кладбищенским забором на прилегающем участке ещё сохраняются немногочисленные старинные захоронения. В одном из них покоится тело графини Елизаветы Павловны Завадовской, генерал-майорши (08.02.1763 — 24.06.1831). Крыша величественного гранитного памятника на её могиле хорошо видна с противоположной стороны и с улицы Беринга.

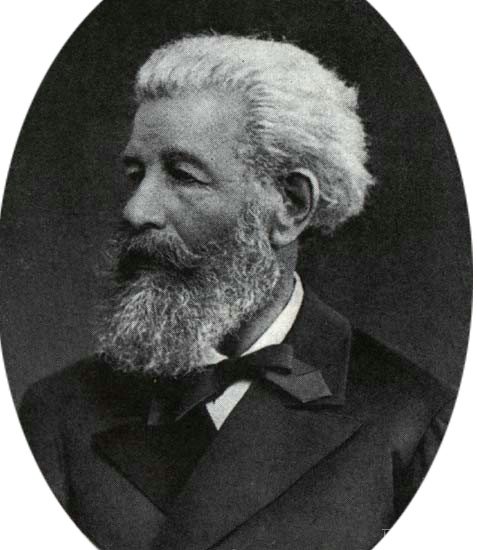
А. Н. Бекетов
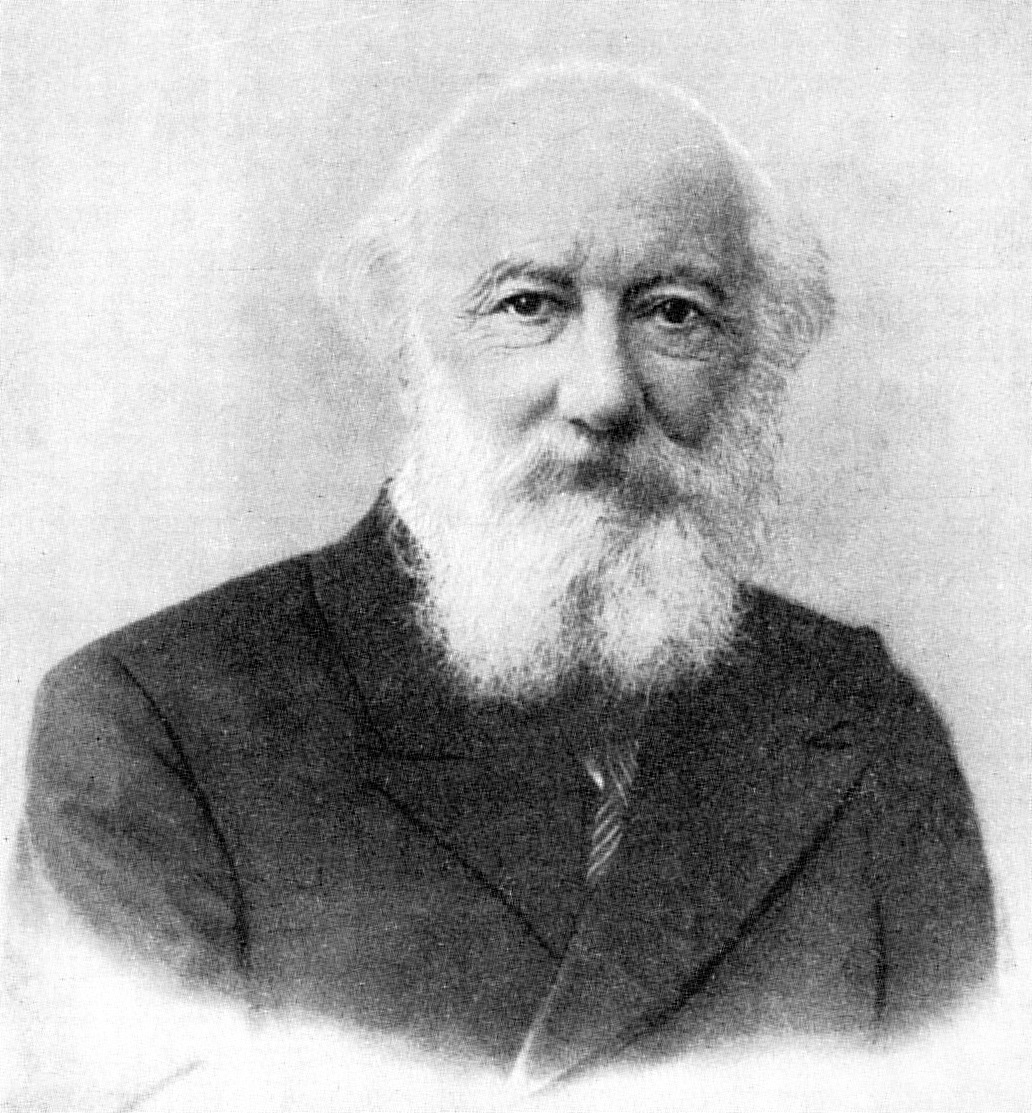
Н. Н. Бекетов
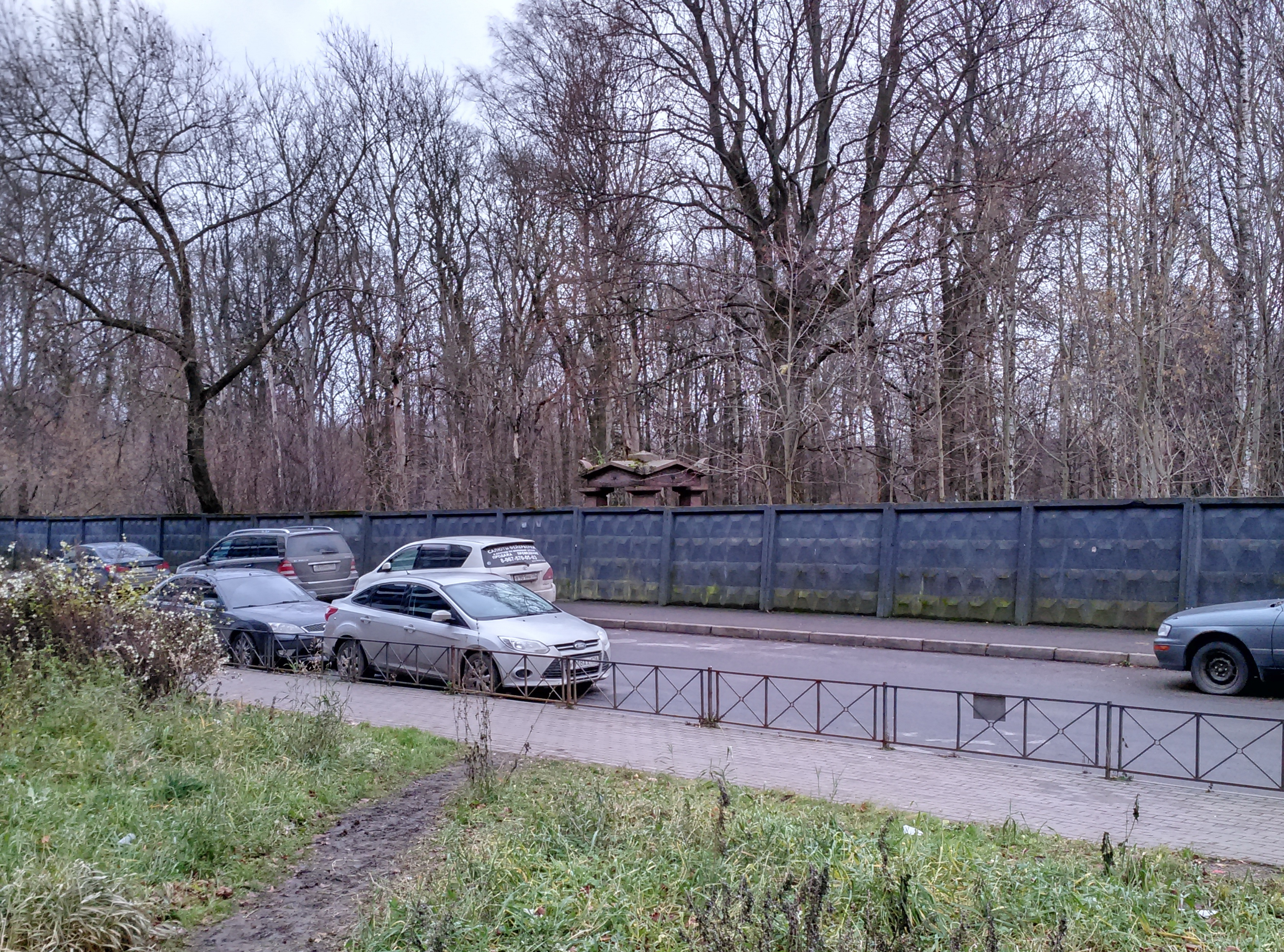
Улица и забор кладбища
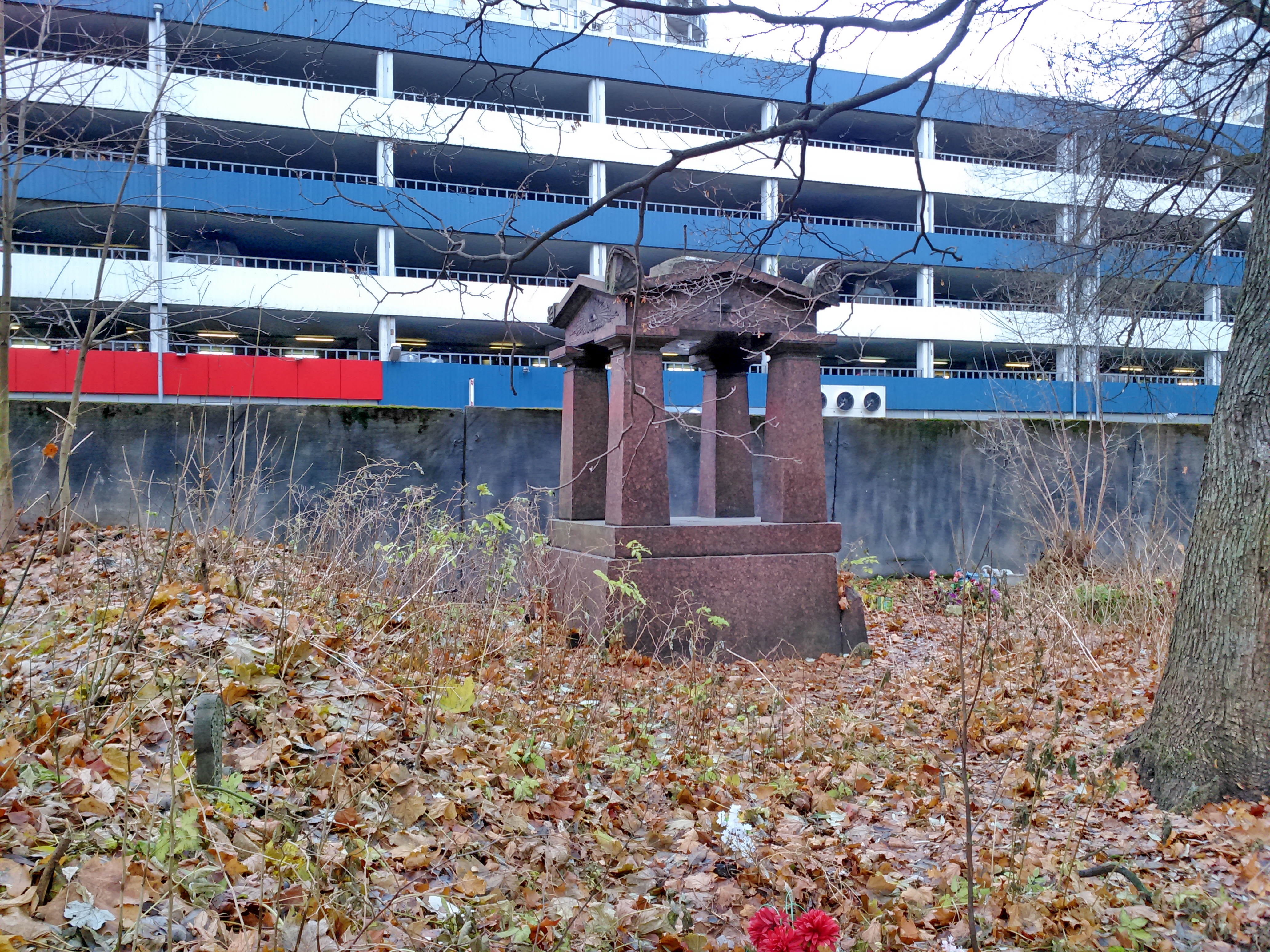
Памятник графине Е. П. Завадовской (1763—1831)
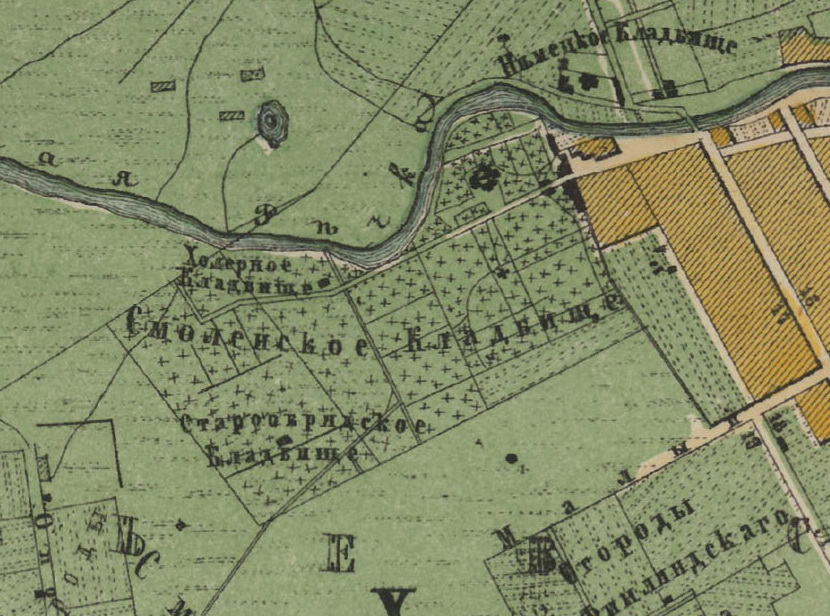
Холерное кладбище

## Транспорт
Ближайшая к Бекетовской улице станция метро — «Приморская». Движение наземного общественного транспорта по улице отсутствует.

## Общественно значимые объекты
- Смоленское православное кладбище.
- Культурно-просветительский центр «Дагестан».